# Taux annuel monétaire
Le Taux Annuel Monétaire, ou TAM, est un indice de référence du marché monétaire français, et défini comme le taux moyen capitalisé des douze derniers T4M.
Il est calculé par équivalence à un taux de rendement correspondant à un placement mensuel T4M), renouvelé chaque fin de mois pendant les douze derniers mois, à intérêts composés.
Il est publié, avec quatre décimales, par la Caisse des dépôts et consignations le premier jour ouvré de chaque mois suivant la période de référence.